# Religiose domenicane di Santa Caterina da Siena
Le Religiose Domenicane di Santa Caterina da Siena (in spagnolo Religiosas Dominicas de Santa Catalina de Sena) sono un istituto religioso femminile di diritto pontificio: le suore di questa congregazione pospongono al loro nome la sigla O.P.

## Storia
Le origini della congregazione risalgono al beaterio di terziarie domenicane inaugurato a Manila il 26 luglio 1696. La prima priora fu Francesca dello Spirito Santo Fuentes. Il beaterio era incorporato nell'ordine domenicano e affiliato alla provincia domenicana del Santo Rosario delle Filippine.
Nel corso dell'Ottocento le terziarie del beaterio furono chiamate dai missionari domenicani in Cina per dirigere l'orfanotrofio della missione di Fukien: al beaterio si unirono anche alcune domenicane giunte dalla Spagna per lavorare nelle missioni (le future suore missionarie di San Domenico). furono aperte anche numerose scuole nelle Filippine e nel 1899 quella annessa al beaterio divenne scuola normale per la formazione delle maestre.
Il 14 marzo 1933 la congregazione per i religiosi eresse il beaterio in congregazione religiosa di diritto diocesano. L'istituto ricevette il pontificio decreto di lode il 25 marzo 1970.

## Attività e diffusione
Le suore si dedicano all'educazione della gioventù.
Oltre che nelle Filippine, la congregazione è attiva a Roma, negli Stati Uniti d'America e in Etiopia; la sede generalizia è a Quezon City.
Alla fine del 2014 l'istituto contava 274 religiose in 48 case.